# Catena (Boden)

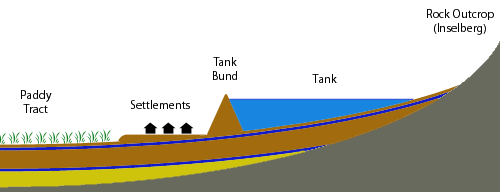
Schematische Darstellung einer Catena. Der Boden gewinnt von rechts nach links entlang des Reliefs an Profiltiefe und Horizonten

Eine Catena (lateinisch für Kette), Reliefsequenz oder Toposequenz ist in der Bodenkunde der Schnitt durch eine Bodenlandschaft bzw. die spezielle Abfolge von Bodenprofilen entlang eines Reliefs, wobei die Profile ähnliche Ausgangsgesteine (C-Horizonte) aufweisen und auch das Relief Ähnlichkeiten besitzt. Üblicherweise verläuft eine Catena vom höchsten Punkt im Relief zum niedrigsten. Hierdurch grenzt sich die Catena von einem Transekt ab, das nur die Voraussetzungen erfüllen muss, dass alle Messstellen in einer geraden Linie liegen.

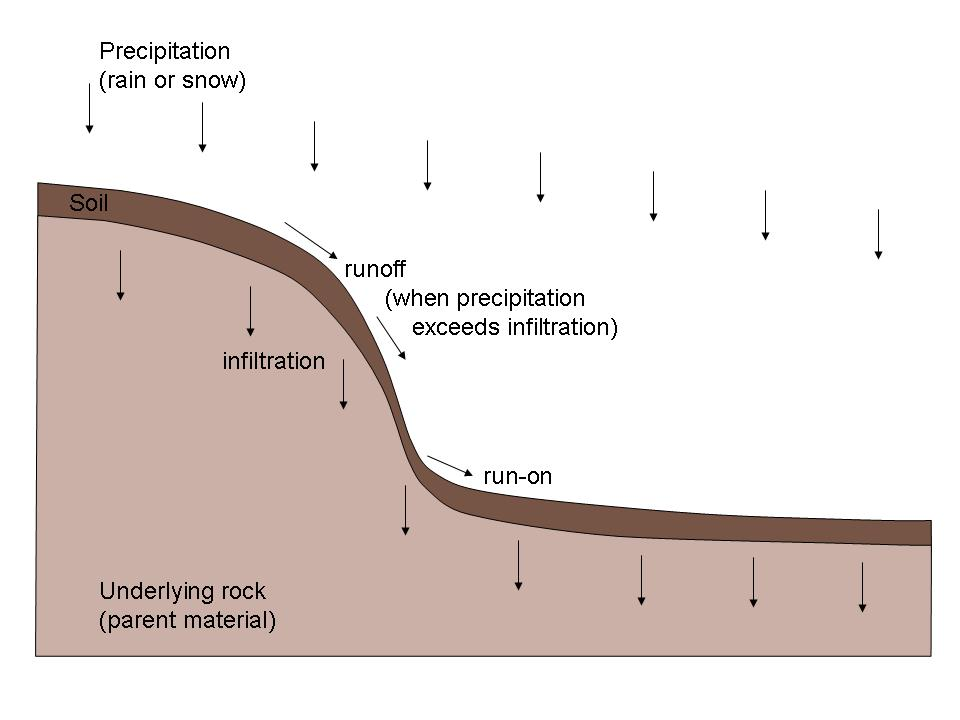
Der Boden weist entlang eines Hanges verschiedene Profile auf. Dieser Schnitt durch eine Bodenprofilabfolge heißt Catena.

## Begriffsgeschichte
Die Bezeichnung stammt von Geoffrey Milne aus dem Jahr 1935 in dem Artikel Some suggested units for classification and mapping, particularly for East African soils (in Soil Research Band 4. Seite 183–198). Der Geologe Paul Vageler (1882–1963) schrieb dazu 1942: „Der Grundgedanke der Catena-Methode ist so einfach und logisch, daß er nicht nur wie das Ei des Columbus, sondern schon wie eine Plattheit erscheint: In jedem natürlichen Gelände ... muß stets ein Transport von Bodenmaterial von den relativen Höhen nach den relativen Senken stattfinden ..., es müssen sich so ganz bestimmte Serien von ineinander übergehenden Boden- und Profiltypen ... anordnen.“